# Maria Angélica Gonçalves da Silva
Maria Angélica Gonçalves da Silva, plus connue sous le nom de Branca, née le 10 janvier 1966 à Osvaldo Cruz, dans l'État de São Paulo au Brésil, est une joueuse brésilienne de basket-ball. Elle évolue durant sa carrière au poste d'arrière. Elle est la sœur de la basketteuse Maria Paula Gonçalves da Silva.

## Palmarès
- Finaliste des Jeux olympiques 1996